# Nyborg Kommune
Nyborg Kommune ist eine dänische Kommune im Osten der Insel Fünen. Sie entstand am 1. Januar 2007 im Zuge der Kommunalreform durch Vereinigung der „alten“ Nyborg Kommune mit den bisherigen Kommunen Ullerslev und Ørbæk im Fyns Amt.
Nyborg Kommune besitzt eine Gesamtbevölkerung von 32.262 Einwohnern (Stand 1. Januar 2023) und eine Fläche von 276,80 km². Sie ist Teil der Region Syddanmark.

## Kirchspielsgemeinden und Ortschaften in der Kommune
Auf dem Gemeindegebiet liegen die folgenden Kirchspielsgemeinden (dän.: Sogn) und Ortschaften mit über 200 Einwohnern (byer nach Definition der dänischen Statistikbehörde); Einwohnerzahl am 1. Januar 2023, bei einer eingetragenen Einwohnerzahl von Null hatte der Ort in der Vergangenheit mehr als 200 Einwohner:
| Nr. | Kirchspiel        | Einwohner | Ortschaft    | Einwohner |
| --- | ----------------- | --------- | ------------ | --------- |
| 04  | Aunslev Sogn      | 1.244     | Aunslev      | 407       |
| 02  | Bovense Sogn      | 245       |              |           |
| 12  | Ellested Sogn     | 220       |              |           |
| 06  | Ellinge Sogn      | 440       | Ellinge      | 228       |
| 01  | Flødstrup Sogn    | 895       |              |           |
| 14  | Frørup Sogn       | 763       | Frørup       | 393       |
| 10  | Herrested Sogn    | 1.011     | Måre         | 530       |
| 18  | Hjulby Sogn       | 215       | Hjulby       | 392       |
| 07  | Kullerup Sogn     | 297       |              |           |
| 17  | Langå Sogn        | 278       | Langå        | < 200     |
| 09  | Nyborg Sogn       | 15.219    | Nyborg       | 17.900    |
| 11  | Refsvindinge Sogn | 913       | Refsvindinge | 555       |
| 05  | Skellerup Sogn    | 626       | Skellerup    | 351       |
| 15  | Svindinge Sogn    | 513       | Svindinge    | 282       |
| 19  | Tårup Sogn        | 579       | Tårup        | 290       |
| 03  | Ullerslev Sogn    | 2.890     | Ullerslev    | 2.622     |
| 08  | Vindinge Sogn     | 3.765     | Vindinge     | 463       |
| 16  | Øksendrup Sogn    | 265       |              |           |
| 13  | Ørbæk Sogn        | 1.842     | Ørbæk        | 1.683     |

1. ↑  Die Ortschaft Langå hatte zuletzt 2007 mehr als 200 Einwohner.
2. 1 2 3  Nyborg erstreckt sich über die Kirchspielsgemeinden Nyborg Sogn und Vindinge Sogn

Die ehemaligen Kirchenbezirke Hulby im Nyborg Sogn und Tårup im Frørup Sogn wurden am 1. Oktober 2010 abgeschafft und in die jetzt eigenständigen Kirchspiele Hjulby Sogn und Tårup Sogn umgewandelt. Da die Grenzen der neuen Sogne noch nicht veröffentlicht wurden, können die Pfeile auf der Karte nur auf die ungefähre Lage der Sogn hindeuten.

## Partnerstädte
Die Nyborg Kommune hat ihre Zusammenarbeit mit ihren ehemaligen Partnerstädten  Sandnes,  Mariestad und  Perniö 2008 beendet.